# Olmué
Olmué è un comune del Cile della provincia di Marga Marga nella Regione di Valparaíso. Al censimento del 2002 possedeva una popolazione di 14.105 abitanti.

## Società

### Evoluzione demografica
| Censimento del 1992 | Censimento del 2002 |
| 12.603 ab.          | 14.105 ab.          |